# Vento di primavera (film 1959)
Vento di primavera è un film del 1958, diretto da Giulio Del Torre e Arthur Maria Rabenalt.

## Trama
Il direttore di banca di una filiale tedesca in Italia, Rudy, s'innamora della segretaria Elisabeth e lascia Diana. Tornata in patria Elisabeth conosce un tenore vedovo, Aldo, e accetta di sposarlo. In un viaggio a Roma, la donna incontra Rudy e sta per cedere alle sue lusinghe, Aldo la lascia libera di scegliere ma Elisabeth, soffrendo, decide di restare con il marito....

## Colonna sonora
- Vento di Primavera, di Cesare Andrea Bixio e Bixio Cherubini, eseguita da Ferruccio Tagliavini
- Maria Marì, di Eduardo Di Capua e Vincenzo Russo, eseguita da Ferruccio Tagliavini
- Una furtiva lagrima, di Felice Romani, tratto dall'opera L'elisir d'amore di Gaetano Donizetti, eseguita da Ferruccio Tagliavini
- Sognata terra, di Eugène Scribe, tratto dall'opera L'africana di Giacomo Meyerbeer, eseguita da Ferruccio Tagliavini
- Non ti scordar di me, di Ernesto De Curtis e Domenico Furnò, eseguita da Ferruccio Tagliavini
- Nel blu dipinto di blu, di Domenico Modugno, eseguita da Ferruccio Tagliavini
- Torna a Surriento, di Ernesto e Giambattista De Curtis, eseguita da Ferruccio Tagliavini
- 'O paese d' 'o sole, di Libero Bovio e Vincenzo D'Annibale, eseguita da Ferruccio Tagliavini